# 앙투안 볼롱
앙투안 볼롱(프랑스어: Antoine Vollon, 1833년 8월 28일 ~ 1900년 8월 27일)은 프랑스의 리얼리즘 화풍의 대표적인 화가로, 주로 정물화, 풍경화, 인물화를 그린 것으로 알려져 있다. 그의 작품은 빛의 효과와 질감 표현에 뛰어나며, 특히 19세기 프랑스 화단에서 높은 평가를 받았다. 그는 화가들의 화가로 불리며, 그의 작품은 오늘날까지도 많은 미술관과 개인 컬렉션에 소장되어 있다.

## 생애

### 출생과 초기 생애
앙투안 볼롱은 1833년 8월 28일 프랑스 리옹에서 장식 공예가의 아들로 태어났다. 그는 금속 조각가로서 수련을 시작했으며, 1850년부터 1853년까지 리옹 예술 고등사범학교에서 조각가 장조르주 비베르에게 조각을 배웠다. 이후 그는 에나멜 팬과 난로 장식 작업에 종사하며 생계를 유지했다.

### 파리로의 이주와 화가로서의 경력
1859년 앙투안 볼롱은 화가로서의 경력을 쌓기 위해 파리로 이주했다. 그곳에서 그는 테오뒬 리보와 프랑수아 보뱅 등의 리얼리즘 화가들과 교류하며 영향을 받았다. 그는 1864년부터 1900년까지 살롱 드 파리 지속적으로 작품을 출품했으며, 1865년 3등급, 1868년 2등급, 1869년 1등급 메달을 수상했다. 또한, 1870년부터 적어도 10년간 살롱 드 파리의 심사위원으로 활동했다.

### 스타일과 주요 작품

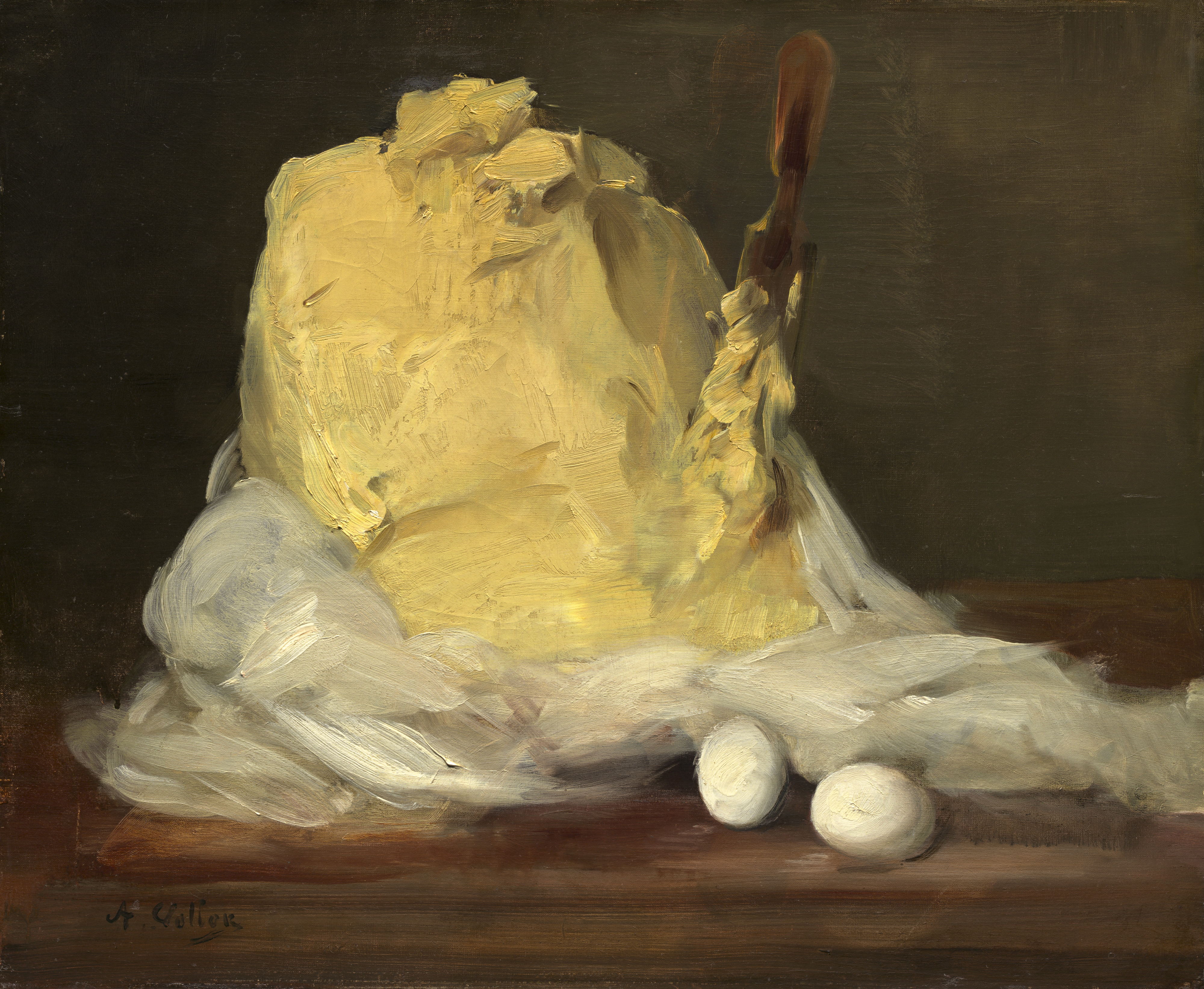
앙투안 볼롱의 버터 더미 (미국 뉴욕주 뉴욕, 1875년 ~ 1885년, 내셔널 갤러리 오브 아트)

앙투안 볼롱은 정물화, 풍경화, 인물화 등 다양한 장르에서 활동했다. 그의 주요작품으로는 버터 더미, 디에프의 폴레 여성, 폭풍 후 등이 있다. 그의 작품은 빛의 효과와 질감 표현에 뛰어나며, 특히 19세기 프랑스 화단에서 높은 평가를 받았다.

### 가족과 개인생활
1860년 앙투안 볼롱은 마리파니 부셰와 결혼했으며, 2명의 자녀인 알렉시 볼롱과 마르그리트 볼롱을 뒀다. 그의 아들 알렉시 볼롱도 화가로 활동했다.

### 말년과 사망

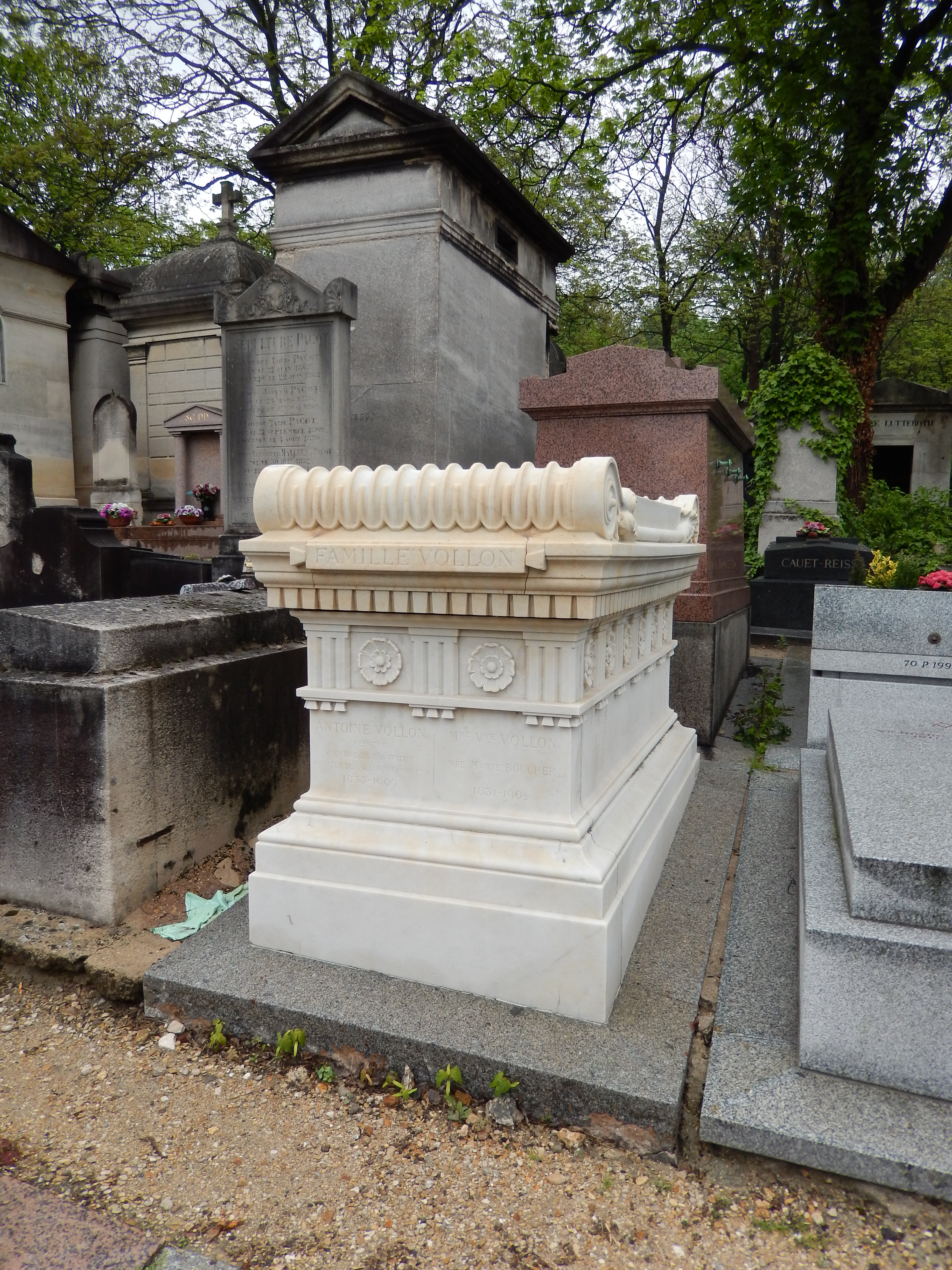
페르 라셰즈 묘지 제6구역에 있는 앙투안 볼롱의 무덤

1900년, 앙투안 볼롱은 베르사유에서 그림을 그리고 있던 중 뇌졸중을 겪었으며, 이후 열병에 시달리다 8월 27일 파리에서 향년 67세로 세상을 떠났다. 그의 유해는 파리의 페르 라셰즈 묘지 제6구역에 묻혔다.

### 유산과 영향
앙투안 볼롱은 그의 생애 동안 높은 명성을 누렸으며 화가들의 화가로 불렸다. 그의 작품은 오늘날까지도 많은 미술관과 개인 컬렉션에 소장되어 있으며, 2004년 뉴욕의 페이스윌덴슈타인 갤러리에서는 그의 작품 70여 점을 전시하며 그의 역사적 위치를 재조명했다. 그의 작품은 빛과 질감의 표현에서 뛰어난 기술을 보여주며 19세기 프랑스 리얼리즘 화풍의 발전에 기여했다.

## 같이 보기
- 리얼리즘
- 사실주의
- 인상주의
- 테오뒬 리보
- 장조르주 비베르
- 장 시메옹 샤르댕
- 리옹 예술 고등사범학교

## 주요 작품
- 폭풍 후
- 버터 더미
- 스페인 남자
- 디에프의 폴레 여성
- 꽃다발, 장미와 월계수
- 과일 바구니, 포도와 호박
- 원숭이와 바이올린이 있는 정물화